# Comanche (etnia)
Los comanches (en comanche: nʉmʉnʉʉ ‘la gente’) son un pueblo indígena originario de la Comanchería, territorio histórico que comprendía el noroeste de Texas y las áreas adyacentes del este de Nuevo México, sudeste de Colorado, suroeste de Kansas, oeste de Oklahoma y norte de Chihuahua. Se calcula que su población máxima ascendió a 45 000 personas. Hoy, la Nación Comanche está constituida aproximadamente por 17 000 personas; cerca de la mitad reside en Oklahoma, principalmente en Lawton, y el resto en Texas, California y Nuevo México.
El idioma comanche es una lengua númica de la familia yuto-azteca muy similar al idioma shoshone. Hoy en día la mayoría de los comanches hablan inglés y el idioma comanche solamente tiene unos cientos de hablantes. Los comanches eran cazadores-recolectores que adoptaron la cultura del caballo, llevada a las Américas por los españoles.

## Etimología

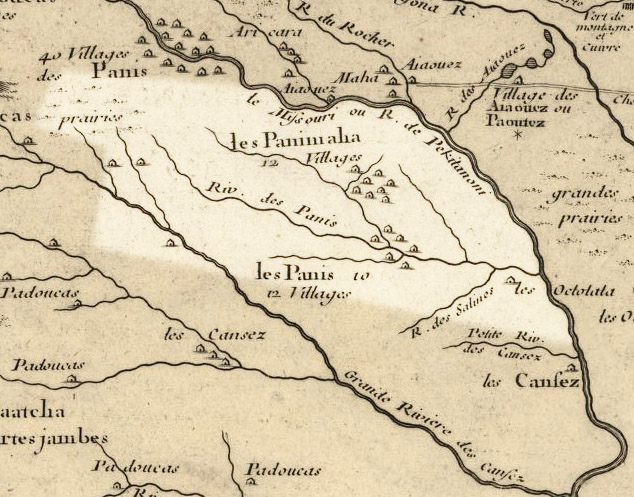
Mapa de Guillaume de L'Isle con el actual estado de Nebraska resaltado y emplazamientos «padoucas» al sur del río Kansas (1718).

El etnónimo comanche deriva de kɨmantsi, el nombre por el que los conocieron los utes y adoptado de ellos por los españoles, que se suele traducir como 'enemigo' o 'los que quieren luchar siempre contra mí'. Sin embargo, es posible que el término pudiera aludir originalmente a una rivalidad no violenta con un pueblo lingüística y culturalmente próximo, ya que comanches y utes comparten origen geográfico y sus lenguas pertenecen ambas al grupo númico.
El término padouca, proveniente del idioma siux, utilizado en documentos ingleses y franceses de principios del siglo XVIII, era desconocido para los españoles y parece que en realidad normalmente se refería a los kiowa-apache y no a los comanches, aunque la equivalencia es aceptada por algunos estudiosos. Los comanches preferían llamarse los nʉmʉnʉʉ, que procede de la raíz nʉm ('ser humano'), y quiere decir 'el pueblo', 'la gente', o 'las personas'.
Los utes también se referían a los comanches como los «hombres del sudeste de grandes pies», en alusión a la costumbre que compartían con los siux de calzar grandes mocasines. En la lengua de señas de las Grandes Llanuras a los comanches se les conoce como las «serpientes», con un gesto que se realiza poniendo la palma de la mano derecha hacia abajo acompañado de un movimiento ondulante del brazo.

## Historia

### Origen hasta la escisión de los shoshones (sigloXIII-XVII)

Extensión de la Comanchería, zonas de control e incursiones comanches entre las décadas de 1770 y 1850.

Los comanches proceden de la rama númica de unos pueblos hablantes de lenguas yuto-aztecas que, provenientes en primera instancia de algún lugar cercano al desierto de la Gran Cuenca, iniciaron una migración al sur en los primeros siglos del segundo milenio. Mientras los Mexica se dirigieron al valle de México, los numic aprovecharon una época de sequía en el siglo XIII que había dejado despobladas grandes áreas desérticas y se dirigieron al este y al nordeste desde el sur de Sierra Nevada.
Los shoshones, el principal grupo númico, se dirigieron a la vertiente occidental de las montañas Rocosas, al borde de las Grandes Llanuras, donde llevaban una vida típica de cazadores-recolectores: la caza con arco y flecha de ciervos o muflones la complementaban con la pesca del salmón en ríos como el Snake o el Salmón, además de la recogida de todo tipo de plantas y alimentos silvestres. Normalmente realizaban migraciones estacionales, y así en invierno podían atravesar el Paso Sur para protegerse del frío en el clima más suave del oeste de las Rocosas.
La situación experimentó un cambio radical en el siglo XVI, cuando el inicio de la Pequeña Edad de Hielo provocó un descenso de las temperaturas acompañado de un incremento de las lluvias que volvió a hacer que se recuperaran las poblaciones de bisontes en las Grandes Llanuras. Una gran migración de pueblos procedentes de las montañas Rocosas al este, del valle del Misisipi al este y de los bosques del norte, se dirigió de nuevo a las praderas siguiendo a las manadas. Entre los llegados por vez primera estaban los shoshones, cuyo número se incrementó todavía más el siglo siguiente gracias a nuevos contingentes llegados del otro lado de las Rocosas. Establecidos entre los ríos South Platte y Yellowstone, amoldaron sus costumbres a la caza de bisontes y se convirtieron en cazadores nómadas que seguían los desplazamientos de las manadas a pie transportando sus pertenencias en los aparejos llamados travois, normalmente tirados por perros, y ya vivían en tipis, las ligeras cabañas cónicas hechas de piel.

### División de los shoshones y aparición de los comanches (1706-1720)
A finales del siglo XVII los apaches llegaron a las llanuras centrales y comenzaron a poblar los valles fluviales fundando aldeas de casas de adobe concentradas sobre todo en la zona entre los ríos Dismal (Nebraska) y Republican (Colorado, Nebraska y Kansas). Este fue el factor que probablemente provocó una nueva migración de los shoshones y su división en dos grupos; el más grande se dirigió al norte, siguiendo a las manadas de bisontes más numerosas del valle del Yellowstone, y apareció en los registros históricos sobre 1730, cuando fueron localizados por comerciantes canadienses de pieles en guerra con los pies negros y los gros ventre. Fue el grupo más reducido, que se dirigió al sur, el que finalmente dio origen a los comanches.
Una de las motivaciones de su desplazamiento, tal y como recuerda la tradición shoshone, pudo ser la búsqueda de caballos, especie con la que habían entrado en contacto sobre 1690 y que se estaba difundiendo rápidamente por el sur después de que los indios pueblo de Nuevo México se hubieran hecho con un gran número de ellos tras su rebelión en 1680 contra los españoles. Se documenta por primera vez la aparición de los comanches en 1706 gracias al aviso de un ataque inminente que los habitantes del poblado de Taos enviaron al gobernador español de Nuevo México: los atacantes eran los indios ute acompañados de unos nuevos aliados, los comanches. Los españoles ya habían tenido contacto con los utes por lo menos desde 1675 y conocieron a los comanches por un nombre derivado del que ellos les dieron: kumantsi, 'enemigo' o 'adversario'. Probablemente procede ya de este periodo la tradicional división en tres grandes grupos: los yamparica ('comedores de raíces', en alusión a la yampa), los kotsoteka ('comedores de bisonte') y los jupe ('pueblo de la madera').

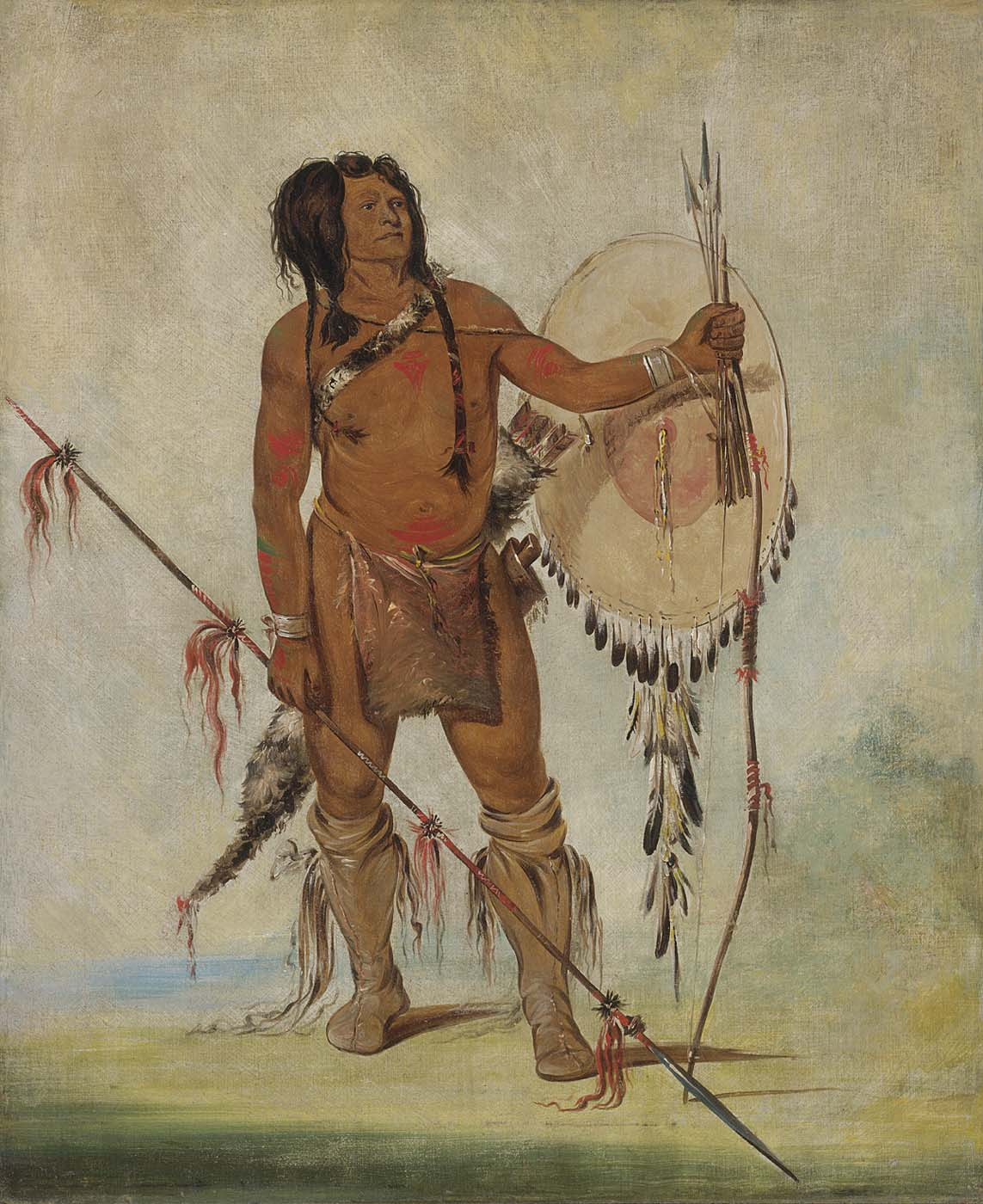
His-oo-sán-chees, Little Spaniard, guerrero español, cautivo con atuendo Comanche, obra de George Catlin - Smithsonian American Art Museum.

Los utes, asentados en la zona comprendida entre las cordilleras Sawatch y Front Range, necesitaban ayuda de los comanches en las guerras que mantenían con los indios pueblo y los navajos. A cambio, proporcionaron  a los comanches no solo caballos, sino también el contacto con las redes comerciales que, a través de Nuevo México, hacían llegar a los nativos armas modernas y todo tipo de utensilios de metal.
Los comanches también se incorporaron con los utes al activo comercio de esclavos que se desarrollaba en las zonas fronterizas con los virreinatos españoles. Las leyes españolas prohibían la esclavización de los indios pero, por medio de ficciones legales como el «rescate», pretendían que a los nativos obtenidos por este sistema se les liberaba de la cautividad y se les podía apartar de su paganismo (religión original) proporcionándoles enseñanza religiosa católica. La demanda era intensa porque había fuertes restricciones para la esclavización de los indios pueblo de Nuevo México, la mayoría ya convertidos al cristianismo y sometidos al sistema de repartimiento, una vez abolida la encomienda después de la revuelta de 1680. Comanches y utes apresaban cautivos mediante incursiones en territorio navajo y pawnee, pero sobre todo apaches jicarilla y carlana que terminaban como sirvientes en las mansiones de la elite virreinal, en las minas de Nueva Vizcaya y Zacatecas, o incluso eran exportados a Cuba.
Si bien se fundía en parte con los sistemas de parentesco y cautividad más antiguos y flexibles, la esclavitud de los comanches era, en esencia, un sistema de explotación coercitivo e impulsado por la economía: una extensión del poder imperial. La mayoría de las personas esclavizadas se esforzaban y, a menudo, se cargaban de trabajo en la atención a los caballos, la elaboración de pieles y otras faenas intensivas, que reducían su vida a una rutina tediosa y agotadora. «Su situación siempre es más difícil de soportar que la de las mujeres patoka [comanche]», señalaba Victor Tixier, el viajero francés, refiriéndose a las mujeres prisioneras: «en la vivienda, tienen que realizar las tareas más desagradables». Rachel Plummer, una mujer de origen inglés apresada en Texas, recordaba que el curtido de pieles la tenía «ocupada todo el día, de sol a sol»: «Solía tener que acarrear todo el día la piel de bisonte para acabarla mientras me ocupaba de los caballos». Si los esclavos varones no cualificados lograban salvarse de la muerte cuando los apresaban, tenían que hacer frente a una violencia y explotación rayana en la mutilación simbólica. «A los prisioneros varones se les maltrata espantosamente escribió Tixier. «Se les obliga a realizar el trabajo que se supone que solo hacen las mujeres.
Por sí solo, eso ya es una muestra de desprecio; además, se les obliga a entrenar caballos supuestamente indomables. A todos los prisioneros se les hacía pasar también por una fase de adoctrinamiento, a menudo brutal, durante la cual se libraban de su identidad anterior y, en cierto sentido, se convertían en una tábula rasa desde el punto de vista social. Los comanches despojaban a todos los prisioneros nuevos de todo vestigio de su vida anterior rebautizándolos y vistiéndolos con atuendo comanche. Obligaban a los varones a cumplir con la práctica de arrancarse el vello facial, y dejaban a los niños desnudos para que se les curtiera la piel. A veces, tatuaban el rostro de los prisioneros más jóvenes. Para la mayor parte de los prisioneros, los primeros días en la Comanchería estaban llenos de espanto y humillación infligidos mediante golpes, azotes, mutilaciones y hambre. «La suerte de las mujeres [capturadas] es atroz, escribió Berlandier, aunque solo sea porque las indígenas de su mismo sexo se divierten torturándolas y golpeándolas sin razón a cada instante». Lo que a Berlandier le parecía un acto de crueldad gratuita era, en realidad, un ritual de transición meticuloso, un proceso de «alienación natal» que dejaba a las prisioneras absolutamente indefensas y dependientes emocionalmente de sus nuevos amos, mediante el cual se las separaba de sus sociedades de origen. Para los comanches, los prisioneros torturados eran personas muertas desde el punto de vista social que podían renacer como comanches.

### del río Canadian (1720-1725)

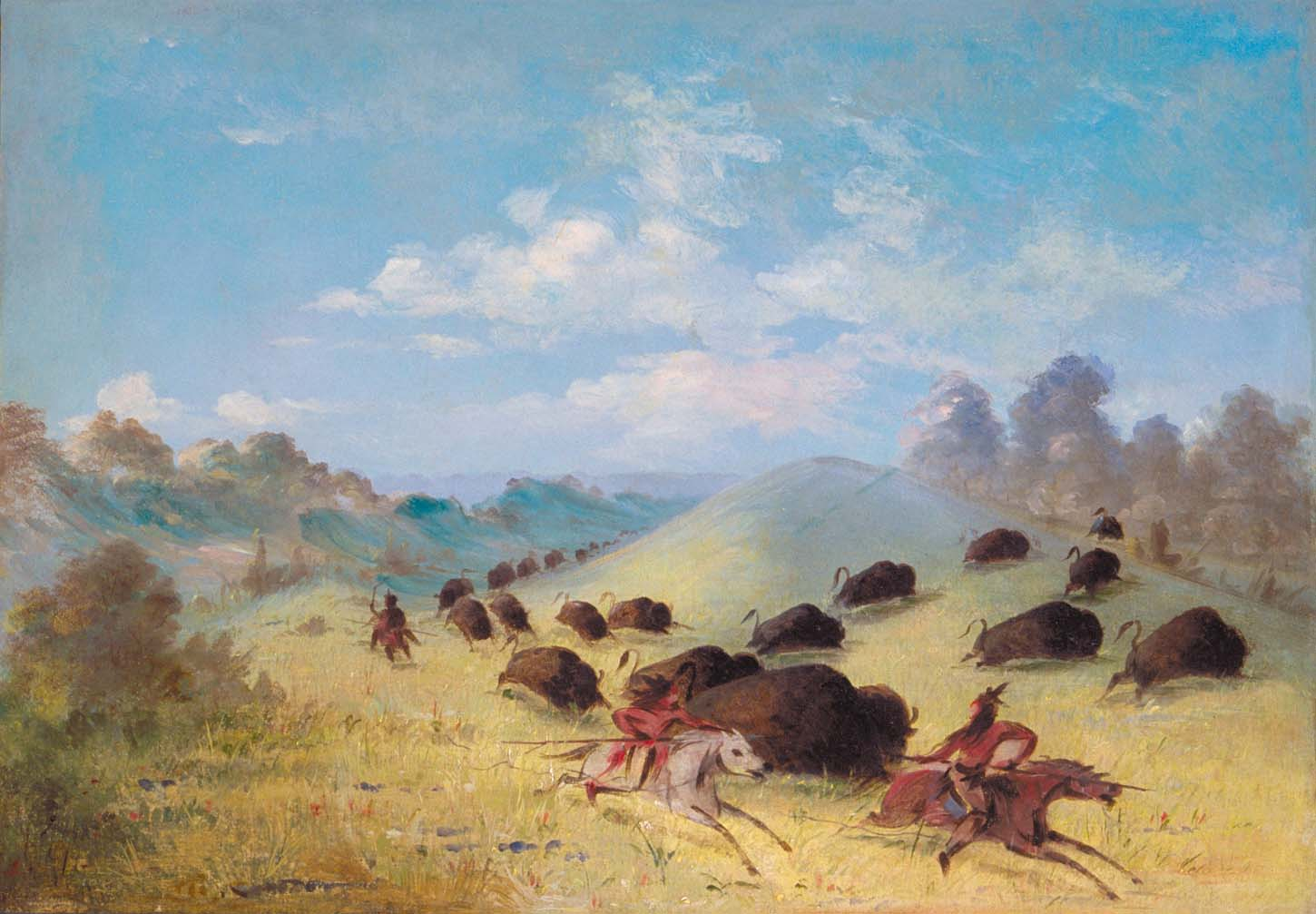
Comanches cazando bisontes a caballo (George Catlin, American Art, 1846-1848).

La posesión de caballos y las nuevas tecnologías que habían adquirido permitieron a los comanches disputar el control del sur de las Grandes Llanuras, ocupadas por diversos grupos apaches que se habían sedentarizado en gran parte y se dedicaban a la agricultura en los lechos de los valles fluviales. Sobre 1720 la guerra, centrada en la cuenca del río Arkansas, era ya generalizada y los apaches se vieron desplazados cada vez más al sur, a la vez que en el este sufrían la presión de los osages, los wichitas y los pawnees, que los aislaron del comercio con la Luisiana francesa. Incapaces de resistir, los apaches se refugiaron en masa en Nuevo México y una embajada llegada a Taos ofreció por primera vez a los españoles su conversión al cristianismo a cambio de protección. Las autoridades españolas de Santa Fe estaban además preocupadas por posibles intentos de expansión franceses en un momento en que acababa de estallar la guerra de la Cuádruple Alianza y, con la intención adicional de utilizar a los apaches como contención contra ellos, aceptaron la oferta. Así, en 1719 el gobernador Antonio Valverde y Cossío, al frente de unos seiscientos soldados, organizó una expedición al valle del Arkansas contra comanches y utes que no obtuvo más resultados, tras dos meses de búsqueda, que la recopilación de informes sobre la destrucción del histórico asentamiento apache de El Cuartelejo y la noticia de nuevos avances franceses en el entorno del río Platte en alianza con los pawnees. Para expulsar a los franceses Pedro de Villasur partió en junio de 1720 con una fuerza de cuarenta y cinco soldados, lo que representaba aproximadamente la mitad de la guarnición de Santa Fe, acompañados de sesenta guerreros pueblo. La expedición terminó en desastre tras un enfrentamiento con los pawnees y sus aliados otoes que supuso la muerte de treinta y dos soldados, lo que unido ese mismo año a la firma del Tratado de La Haya hizo que los españoles aparcaran temporalmente sus planes de pacto con los apaches de los territorios del norte.
Sin respaldo español los apaches estaban indefensos y, tras una serie de nuevos ataques devastadores de los comanches, en noviembre de 1723 una delegación enviada a Santa Fe ofreció su sumisión política y conversión religiosa completa a cambio de la instalación de un presidio dotado de guarnición en la aldea de La Jicarilla, a orillas del río Canadian. El gobernador Juan Domingo de Bustamante partió con cincuenta soldados para inspeccionar la zona, pero en enero de 1724 los comanches atacaron la aldea y exigieron la entrega de todas las mujeres y los niños. Bustamante rescató a sesenta y cuatro rehenes en una nueva expedición, pero las vacilaciones españolas sobre la conveniencia de colonizar la región hicieron huir a los apaches y convirtieron al Canadian en la nueva frontera meridional de comanches y utes. Estos planes de colonización fueron definitivamente abandonados tras un informe del brigadier general Pedro de Rivera, quien tras una gira de inspección iniciada en 1724 a las fronteras de Nueva España concluyó que cualquier expansión sería insostenible en vista de la precariedad de los recursos disponibles, insuficientes incluso para consolidar el dominio de los territorios ya adquiridos.

### Adaptación a las Grandes Llanuras (1725-1740)
Después de esta primera gran expansión, los comanches mantuvieron hasta finales de la década de 1730 un periodo de relativa calma mientras se adaptaban a sus recién adquiridos territorios que, centrados en los valles del curso superior de los ríos Arkansas y Cimarrón, disponían en la zona de Big Timbers, situada en torno al nacimiento del río Purgatorio y conocida por los españoles como La Casa de Palo, de una gran área boscosa fundamental para proteger a sus manadas de caballos de los rigores del invierno. Sus manadas crecieron tanto que, alcanzado el índice crítico para los nómadas de un caballo por habitante, pudieron prescindir de los perros para el transporte de carga y construir travois y tipis de mayor tamaño, a la vez que comenzaron sus características cacerías de bisontes a caballo con arcos y flechas. Estas cacerías eran tan efectivas que en una sola jornada podían abatir entre doscientos y trescientos animales, número suficiente para mantener a una gran ranchería durante más de un mes.
El final de la guerra hizo que se reanudara entre los comanches y Nuevo México una intensa actividad comercial, centrada en los mercados de Taos y de la zona de Chama, basada en el suministro a los indios pueblo de carne y cuero de bisonte, sal y sobre todo esclavos. El tráfico de esclavos estaba prohibido, pero alejada la zona del control de las autoridades coloniales, se practicaba de forma intensiva y estaba legalizado en la práctica. El número de «genízaros» (antiguos esclavos indios) era tan elevado que se les autorizó a establecer aldeas en la frontera y, en 1737, el gobernador Enrique de Olavide y Michelena dictó una orden por la que el pago de «rescates» debía notificarse a las autoridades.

### Guerras contra los osages y ruptura con los utes (1740-1762)
La guerra se reanudó cuando los comanches, en plena expansión demográfica y ahora con técnicas más avanzadas, comenzaron de nuevo a atacar a los jicarillas y otros apaches en la zona del norte del Llano Estacado al sur del río Cimarrón. Aliados muchas veces con los utes pusieron en fuga a los apaches, que se vieron obligados a refugiarse en Nuevo México y llegaron en gran número a Taos, Picurís, Pecos o Galisteo. Los españoles siguieron reacios a intervenir, pero comenzaron a aplicar la ley que prohibía a los indios pueblo comerciar con indios no sometidos, a lo que respondieron los comanches con asaltos intensivos en el territorio al norte de Albuquerque y, en 1747, en la región de Abiquiú. Ese mismo año el gobernador Joaquín Codallos organizó una expedición con más de quinientos soldados que, después de localizar un campamento de comanches y utes a orillas del río Chama, dio muerte a ciento siete y se hizo con doscientos seis prisioneros y un botín de casi mil caballos.
Este importante revés coincidió con una grave crisis para los comanches ya que a mediados de la década de 1740 también se enfrentaban a otras amenazas en el resto de sus fronteras: al norte, en torno al río Loup, continuaba la presión de los pawnees, que proseguían sus ataques antes dirigidos a los apaches; pero el peligro más importante venía del este donde la expansión de los poderosos osages amenazaba con extenderse a las llanuras y al corazón del territorio comanche. La respuesta de los comanches no fue militar sino diplomática y concertaron en 1746 una alianza con los taovayas, la tribu más importante de la confederación wichita. Los taovayas habían sido casi completamente desplazados por los osages de la cuenca del Arkansas hacia el río Rojo y mantenían un activo comercio con los franceses de Luisiana y del País de los Ilinueses. Así, los comanches proporcionaban a sus nuevos aliados caballos, pieles de bisonte y esclavos apaches a cambio de los productos vegetales que estos cultivaban en sus tierras ribereñas y, mucho más importante, de las armas, municiones y utensilios de metal provenientes de las posesiones francesas. Esto representaba una amenaza de primer orden para los españoles, que se vieron atacados por comanches y utes armados con mosquetes franceses y flechas con punta de metal al tiempo que las restricciones comerciales desplazaban el negocio a los comerciantes franceses que, cada vez más a menudo, eran vistos realizando sus transacciones en la Comanchería y hasta en las proximidades de Taos. Como consecuencia, Codallos se vio obligado en 1748 a volver a permitir la presencia de comanches en las ferias de Taos y su sucesor, Tomás Vélez Cachupín, convirtió en una de sus principales prioridades conseguir un acuerdo aceptable y pacífico con ellos.
Cachupín sabía que la reanudación del comercio con los comanches era esencial para Nuevo México, pero los ataques continuaban y después de una incursión de trescientos comanches en Pecos a finales de 1751 los persiguió hasta un desfiladero de Llano Estacado estrecho y sin salida, lo que permitió a la partida matar a ciento doce y apresar a treinta y tres. Esto dio a Cachupín la oportunidad de iniciar las conversaciones desde una posición de fuerza y, mostrándose conciliador, liberó a todos menos a cuatro mujeres y les entregó regalos para que llevaran una oferta de paz. Los comanches convocaron un gran consejo, dominado por dos jefes conocidos como Nimiricante y El Oso, que dio como resultado la firma del primer tratado de paz que firmaron los comanches con una potencia colonial europea. El acuerdo fue muy favorable para ellos ya que, a cambio de la devolución de los rehenes españoles y del compromiso de terminar con los asaltos, eran reconocidos implícitamente como una nación soberana y obtenían derecho a comerciar, sin restricciones y bajo protección de las autoridades, en las ferias de Pecos y Taos (lo que en este último caso incluía los «rescates»). Además Cachupín concedió a los comanches el dominio de las llanuras hasta el río Rojo e hizo desalojar a los apaches que todavía permanecían al norte de Llano Estacado, quienes debieron trasladarse a la zona de Pecos, en torno a las sierras Sangre de Cristo y Mescalero, o a Texas, para unirse a los apaches lipán.
En 1750, casi simultáneamente al acuerdo con Nuevo México, los comanches forjaron otra alianza con los taovayas y los pawnees skidi y chauy contra su enemigo común, los osages, que se materializó al año siguiente en un ataque conjunto en el que consiguieron acabar con treinta y dos de sus jefes. Con esta victoria los comanches alejaron definitivamente a los osages de las llanuras y su frontera común quedó establecida en una zona neutral, sobre el cauce medio de los ríos Arkansas, Cimarrón y Canadian, que ambas tribus evitaban y que seguía existiendo en la década de 1830 cuando llegaron allí las primeras tropas estadounidenses. Por último se produjo la ruptura de la antigua asociación que comanches y utes mantenían desde medio siglo atrás. Después de que los españoles registraran algunas fricciones aisladas en 1735, los primeros síntomas serios aparecieron en 1749 cuando una banda ute pidió apoyo a los españoles contra los comanches, y posteriormente cuando 1751 quedaron fuera del acuerdo de estos con Cachupín y firmaron uno propio al año siguiente. Los intereses de ambas tribus habían comenzado a divergir debido a que los comanches desde su llegada se habían adaptado completamente a la vida en las llanuras y los utes seguían en su gran mayoría residiendo estacionalmente en las montañas Rocosas, por lo que tampoco les concernían las nuevas alianzas de los comanches con taovayas y pawnees orientadas a su frontera oriental. A esto se le sumaron disputas por el acceso a los mercados de Nuevo México, cuya gravedad motivó incluso que Cachupín advirtiera a su sucesor, Francisco Antonio Marín del Valle, de que debía regular con cuidado el calendario de permisos para el acceso a las ferias de Taos.
Sin embargo, Martín del Valle a partir de 1754 no prosiguió la cautelosa política de Cachupín sino que, temeroso del fortalecimiento de los comanches, prohibió que se les vendiera todo tipo de armamento, sementales, yeguas de cría y asnos, además de formar contra ellos una coalición con utes y apaches. En vista de las restricciones, los comanches reanudaron sus incursiones de saqueo en Nuevo México, pero continuaron acudiendo pacíficamente a las ferias de Taos donde en muchas ocasiones realmente traficaban con el ganado robado, aunque solían alegar que los asaltos eran responsabilidad de bandas incontroladas. Las tensiones terminaron estallando cuando en el mercado de Taos de 1760 se exhibieron veinticuatro cabezas de saqueadores y, a su marcha, se informó a los comerciantes comanches que pertenecían a miembros de su tribu. Los comanches respondieron con una incursión devastadora en el curso de la cual, pese a no poder superar los muros de la ciudad, dejaron asolada la región circundante. Cuando al año siguiente los comanches regresaron para pedir rescate por los prisioneros que habían capturado, las negociaciones fracasaron cuando uno de los niños se negó a ser devuelto y el gobernador Manuel Portillo Urrisola lo apresó, encarceló a los negociadores y atacó a los comanches ayudado por un grupo de utes. Mientras los utes se dirigieron contra su campamento, llevándose unos mil caballos y mulas además de trescientas mujeres, Del Portillo persiguió a los guerreros y, según su informe, mató a unos cuatrocientos.
En 1762 Cachupín volvió al cargo y se apresuró a reconducir la situación liberando a seis mujeres comanches para que transmitieran una nueva oferta de paz. Cuando llegaron a la Comanchería, el consejo de jefes que estaba organizando la continuación de la guerra cambió inmediatamente de planes: el gobernador se había ganado su confianza diez años antes y respondieron con otra embajada a Santa Fe que fue colmada de regalos y atenciones por Cachupín. El resultado, tras el intercambio de todos los prisioneros, fue un nuevo tratado que restablecía todos los privilegios comerciales de los comanches a cambio del compromiso de cese de los ataques y saqueos en Nuevo México. El acuerdo también decidió definitivamente el resultado de la guerra entre comanches y utes: sin apoyo español los utes mauches, la única de sus bandas que vivía enteramente en las llanuras, tuvieron que retirarse a las montañas y restringir sus actividades comerciales con Nuevo México a la vertiente occidental del río Grande, lejos de la esfera de influencia comanche.

### Conquista de las llanuras de Texas (1752-1780)

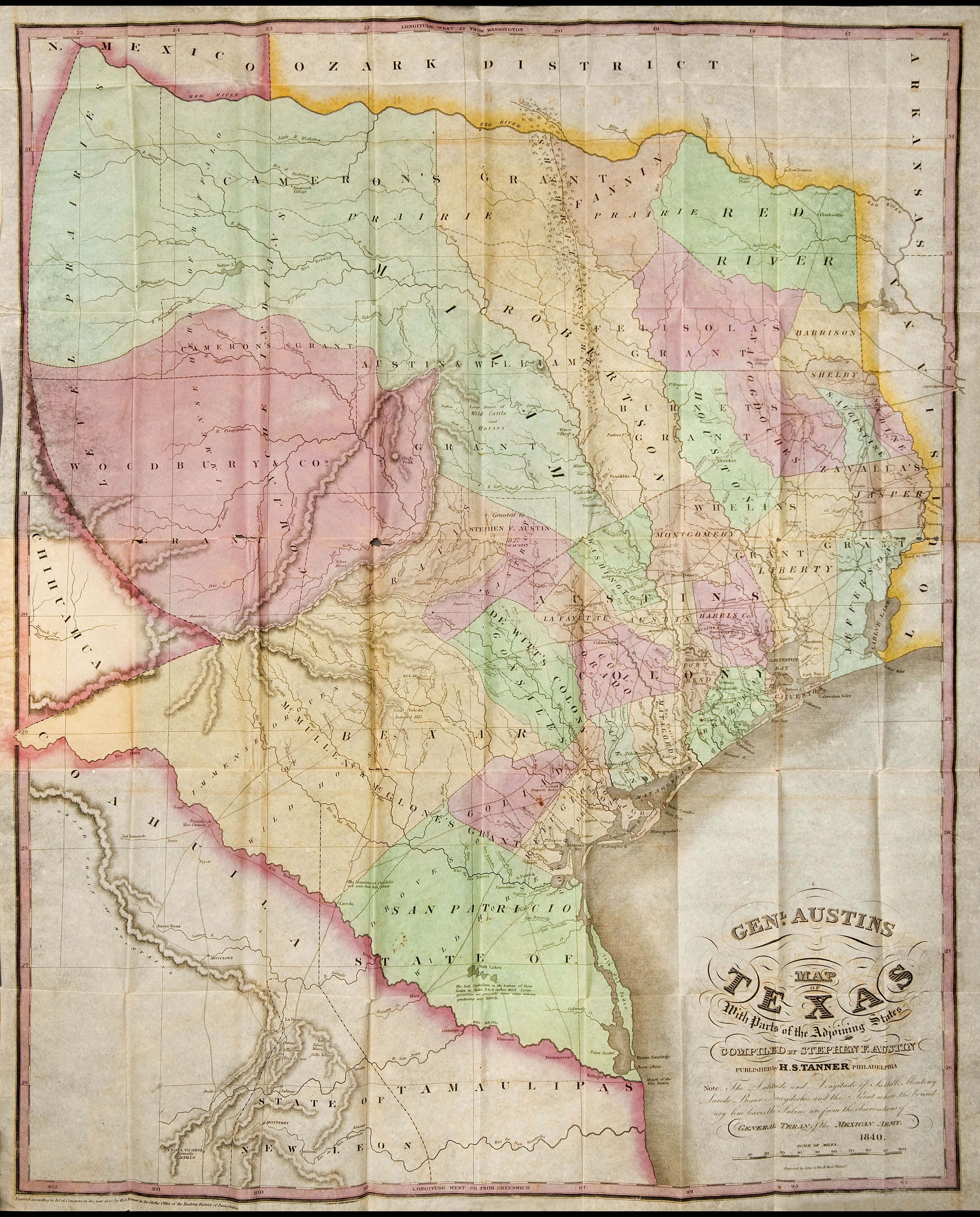
La «desposesión cartográfica». Pese a no estar reflejado en las demarcaciones fronterizas y de concesiones de tierras, gran parte del territorio pertenecía a los comanches. Mapa de Texas de Stephen F. Austin publicado por H. S. Tanner (1840).

A mediados del siglo XVIII y simultáneamente a la lucha en la frontera oeste con Nuevo México, hacia el sur se estaba completando otra gran expansión, iniciada a principios de la década de 1750 por otros grupos de comanches kotsotekas que, a través de la meseta de Edwards y llegando hasta la escarpadura de Balcones, puso bajo control comanche casi la totalidad de las llanuras de Texas, con lo que la extensión de la Comanchería superó los cuatrocientos mil kilómetros cuadrados. Texas era un objetivo propicio para los comanches, no solo por la presencia de quizás hasta un millón de caballos salvajes, sino también por la abundancia de emplazamientos dispersos y pobremente defendidos para enfrentarse a sus rápidas incursiones. El movimiento hacia el sur también los aproximaba a la zona donde los franceses habían desplazado gran parte del comercio con sus intermediarios taovayas, que ante la presión de los osages ahora se realizaba en los márgenes del río Rojo, en cuyo curso disponían de centros de distribución como el fuerte de St. Jean Baptiste de Natchitoches.
En 1749, y después de casi cuarenta años de luchas, las autoridades españolas de Texas habían firmado la paz con los apaches lipán de la región, que desde principios de la década se veían amenazados por los comanches y venían recibiendo un gran número de refugiados jicarilla huidos de Llano Estacado. Contra esta alianza los comanches formaron una coalición con los taovayas, los tonkawas y los caddos hasinai, conocida por los españoles como la de los «norteños». Incapaces de resistir a los comanches y después del fracaso de una tregua acordada en 1755 junto al río Guadalupe, los apaches, como habían hecho antes en Nuevo México, ofrecieron a los españoles, deseosos de una franja protectora de indios sedentarios pacíficos en su frontera, su conversión al cristianismo y su abandono total de las costumbres nómadas. Para establecer un punto fuerte avanzado, en 1757 se decidió la construcción de una misión y un presidio a orillas del río San Sabá, doscientos kilómetros al norte de San Antonio. Sin embargo, alejado y mal diseñado, con el presidio alejado cinco kilómetros de la misión, San Sabá era un objetivo fácil y el 16 de marzo de 1758 un ataque de los comanches y sus aliados con unos dos mil guerreros incendió la misión, convenciendo a los apaches de que la ayuda militar de los españoles no era efectiva tan cerca de territorio comanche.
En agosto de 1758, el oficial al mando de San Sabá, Diego Ortiz Parrilla, partió con una fuerza de unos quinientos hombres entre soldados y exploradores apaches que obtuvo una primera victoria contra un campamento tonkawa cerca del río Clear Fork, un afluente del Brazos, pero cayó en una emboscada al atacar una aldea de comanches y taovayas en el valle del río Rojo y tuvo que ordenar una humillante retirada durante la cual se vio obligado a abandonar dos valiosos cañones de bronce. Los ataques continuaron en los años siguientes y llegaron tan al sur como a San Antonio y la cuenca del río Nueces, hasta que sobre 1767 todos los lipán ya se habían tenido que retirar incluso de los márgenes de las llanuras hacia la costa texana, el valle de río Grande y Coahuila, regiones donde se unieron a los apaches natagé. Ese mismo año recorrió Texas el marqués de Rubí quien, tras realizar una inspección de las defensas de Nueva España entre marzo de 1766 y febrero de 1768, llegó a similares conclusiones que antes Pedro de Rivera en Nuevo México y aconsejó un acuerdo de paz con los comanches rompiendo la alianza con los apaches lipán, que ahora desplazados también se dedicaban de nuevo al saqueo y para los que incluso proponía el «exterminio total». Las autoridades texanas siguieron las recomendaciones del informe de Rubí y como primera medida en 1769 desmantelaron el presidio de San Sabá.
Mientras tanto, el mapa colonial había cambiado con la fase final en Europa de la guerra de los Siete Años. En 1762, gracias al Tratado de Fontainebleau, España había obtenido de Francia la Luisiana y el Tratado de París de 1763 conllevó la total desaparición de Nueva Francia, cedida a los británicos, que además completaron el dominio del este de América del Norte con la anexión de la Florida española. Es en este contexto en el que Cachupín había firmado el tratado de 1762, pero su sucesor, Pedro Fermín de Mendinueta, a partir de 1767 no siguió su política de entendimiento con los comanches y, por razones similares a las que habían provocado la rebelión de Pontiac contra los británicos, ya de inmediato se encontró con graves dificultades.
Poco más de medio siglo después de su llegada a las Grandes Llanuras, los comanches dominaban un extenso territorio, rico en caballos, ideal para la caza y rodeado de zonas agrícolas, que era además eje central de importantes rutas comerciales. Al norte, el río Arkansas marcaba la frontera donde el clima iba haciendo progresivamente más difícil la cría de caballos, por lo que las tribus del norte dependían de los comanches para abastecerse de animales y se fueron incorporando a su red de intercambio pueblos como los pawnees, cheyenes, kiowas, poncas, kansas o iowas. Los comanches seguían comerciando además no solo con Nuevo México en Taos y con los mercaderes franceses, que ahora esquivaban las restricciones y controles de la Luisiana española, sino también con contrabandistas británicos que operaban a través de la frontera del río Misisipi con intermediarios taovayas, o bien con mandanes e hidatsas los procedentes de Canadá.
En consecuencia, las autoridades españolas, que esperaban imponer su dominio en sus teóricas nuevas posesiones, se encontraron con que los comanches no tenían la menor dependencia de las importaciones de Nueva España, ya que obtenían fácilmente por otras vías los vegetales que no cultivaban, objetos de metal y armas modernas. Nuevo México y Texas se convirtieron realmente en la periferia del centro de poder comanche donde, como reflejaban los informes de Rubí y el anterior de Rivera, podían exigir el cumplimiento de sus propias condiciones y declarar la guerra o saquear si no se cumplían. Así, en los años siguientes se sucedieron los ataques y, pese a treguas esporádicas como la pactada por Mendinueta en 1771, cuando este dejó el cargo en 1777 Nuevo México era una colonia al borde del colapso, con una situación parecida a su vecina Texas, que estaba experimentando una acusada despoblación a finales de esa misma década.
Al mismo tiempo los comanches iniciaron nuevos procesos de consolidación de sus fronteras o incluso de expansión. Hacia el noroeste, atravesaron las montañas Rocosas y se internaron en territorio ute, posiblemente estimulados por la alianza que estos mantenían con los españoles. Como pudieron comprobar los frailes franciscanos Francisco Atanasio Domínguez y Silvestre Vélez de Escalante en su expedición de 1776, ya se habían establecido rancherías de comanches yamparika en el valle del río Green, a unos seiscientos kilómetros de la Comanchería, y los utes se habían tenido que replegar hacia el oeste, en la zona del lago Utah, donde los frailes encontraron algunas bandas viviendo en condiciones enormemente precarias. En el sudoeste comenzaron a atacar a los apaches mescaleros en la zona del nacimiento del río Colorado y en puntos tan meridionales como Sierra Blanca o los montes Organ, en un movimiento que anticipaba futuras incursiones más profundas en el norte de México.
Los comanches orientales también estaban revisando sus tradicionales alianzas y se fueron distanciando progresivamente de los tonkawas y los caddos hasinai hasta enfrentarse incluso con los wichitas taovaya. Los tonkawas, bajo la presión combinada de españoles y wichitas, debieron retirarse de sus territorios en torno a los ríos Brazos y Trinity para terminar confinados cerca de la costa del Golfo de México, sin poder alejarse de sus asentamientos en la desembocadura del río Guadalupe para cazar bisontes por miedo a las represalias comanches. Los hasinai también se vieron relegados ante el auge de los caddos kodohadacho y cuando entre los territorios de ambas tribus se interpusieron nuevos emplazamientos wichitas que mantenían flujos comerciales vitales para los comanches. Sin embargo, los taovayas no solo restringían cuidadosamente el suministro de armas de fuego hacia los comanches, sino que poco a poco fueron desplazándose hacia un acuerdo con los españoles, quienes planeaban utilizarlos como barrera de contención contra los apaches lipán, los osages y los británicos. Así en 1771, el antiguo funcionario francés y ahora vicegobernador de Natchitoches, Athanase de Mézières, ya había logrado el acuerdo de los taovayas y el resto de miembros de la confederación wichita: los tawakonis, kichais, iscanis y guichitas. En julio de 1772 el gobernador de Texas Juan María Vicencio, barón de Ripperdá, se reunió en San Antonio con el jefe Povea y pretendió presionarlo a poner fin a los asaltos negándose a devolverle prisioneras comanches, pero cuando intentó mantener el contacto para llegar a un entendimiento sus embajadas fueron bloqueadas en territorio wichita. Los comanches respondieron a su aislamiento con profundas incursiones contra los wichitas, que se encontraron en graves dificultades al ser asediados también por los osages al norte y los lipán al sur y finalmente sufrieron un revés casi definitivo en 1777 y 1778 al verse afectados por una epidemia que terminó con un tercio de su población. En consecuencia, a finales de la década los comanches ya habían conseguido establecer algunos asentamientos cerca del nacimiento del río Brazos, a ciento sesenta kilómetros de la Comanchería.
En vista del imparable fortalecimiento de los comanches las autoridades españolas decidieron cambiar de estrategia y buscar un acuerdo general con ellos: De Mézières en el norte para frenar a los osages y en el sur Teodoro de Croix, el general al mando de la Comandancia General de las Provincias Internas, decidió en Chihuahua el comienzo de una guerra total contra los apaches ante sus continuos saqueos en Coahuila y Nueva Vizcaya, para la que se buscaría el apoyo de comanches y wichitas. Sin embargo en 1779 falleció De Mézières y estos planes se vieron frenados además por las reticencias del ilustrado Carlos III a una guerra de exterminio y, por último, por el comienzo de la implicación española en la Revolución estadounidense, hacia la que se desviaron los ya escasos recursos disponibles.

## Sociedad

### Rancherías ynʉmʉnahkahnis
La unidad social más básica de la sociedad comanche era la nʉmʉnahkahnis, un grupo formado por una o varias familias extensas. Las bandas, conocidas por los españoles como «rancherías», agrupaban desde una a varias docenas de nʉmʉnahkahnis relacionadas por lazos de parentesco y podían alcanzar una población de varios centenares de personas, aunque su tamaño estaba limitado por la rapidez con que sus manadas de caballos agotaban el pasto disponible en las inmediaciones y por la movilidad necesaria para seguir a las manadas de bisontes, a la vez que debían ser lo suficientemente grandes para poder garantizarse unos mínimos medios defensivos de forma autónoma.

### Elparaibo
Las rancherías estaban bajo la dirección de un jefe único, el paraibo, auxiliado por un consejo de adultos. Los paraibo no eran elegidos de una forma institucionalizada ni, salvo algunas pocas excepciones, conseguían su puesto por herencia, sino que se esperaba que fueran escogidos gradualmente por sus méritos entre aquellos hombres que habían demostrado poseer la autoridad moral deseada en un jefe, destreza en la acción y acumulado suficientes propiedades para poder mostrarse generosos con la comunidad y con otros individuos concretos, una cualidad esta última esencial entre los comanches. Compartiendo sus bienes, sobre todo en época de necesidad, mantenían cohesionada a la comunidad y, mediante el intercambio de regalos, formalizaban lazos de amistad y lealtad con otros jefes de familias, que quedaban reconocidos como haits ('amigos formales') o como tʉbitsinahaitsInʉʉs ('verdaderos amigos').

### La poliginia
En la sociedad comanche la poliginia era una práctica tradicional que se extendió apreciablemente a partir de principios del siglo XVIII, y si en 1786 una carta del gobernador de Texas, Domingo Cabello y Robles, registraba que los hombres comanches tenían en ocasiones hasta cuatro esposas, a mediados del siglo XIX los informes hablan ya de más de diez. Parece que la principal causa de este incremento fueron las presiones económicas que acompañaron a la adopción de un modo de vida mixto entre la caza del bisonte y el pastoreo intensivo de manadas de caballos que, combinados, exigían una gran cantidad de mano de obra. Este proceso produjo también una importante degradación de la posición social de las mujeres comanches, que eran conocidas por los trabajos tan duros y absorbentes que realizaban a todas horas, desde el curtido de pieles, el curado de la carne y el cuidado de los caballos hasta la carga de los animales en los frecuentes traslados de las rancherías, además de todo el trabajo doméstico habitual. Solo la paraiboo?, la primera esposa, tenía más autonomía de decisión, podía disfrutar de su posición y gobernaba al resto de las esposas y a los esclavos.

### La esclavitud
Si bien entre los comanches ya existía la esclavización antes de entrar en contacto con los europeos, fue a lo largo del siglo XVIII y sobre todo a partir de principios del XIX cuando su práctica y el tráfico de esclavos alcanzaron mayor escala. Entre las causas de este fenómeno, como en el caso de la poliginia, se encontraba la gran necesidad de mano de obra necesaria para la adaptación a su nuevo modo de vida de cazadores-pastores en las Grandes Llanuras; un factor que se vio enormemente reforzado con las grandes oportunidades de intercambio que ofrecían los mercados de esclavos de Nuevo México y la Luisiana francesa.

## Idioma

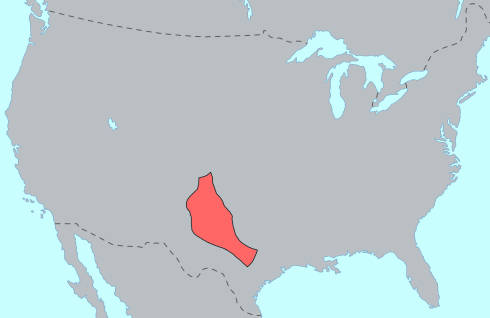
Distribución del idioma comanche en Estados Unidos (c. 1750-1850).

Los comanches proceden de un grupo escindido del pueblo shoshone que se dirigió hacia las Grandes Llanuras a finales del siglo XVII, momento en el que su lengua comenzó a diferenciarse del idioma shoshone de aquellos que regresaron a la zona de la Gran Cuenca. El comanche pertenece, junto al shoshone y al panamint, al subgrupo central de las lenguas númicas, una de las ramas de la familia de las lenguas uto-aztecas.  Hoy ambas lenguas se siguen hablando y, aunque mantienen una gran similitud, subsisten importantes diferencias fonológicas y sintácticas que aconsejan clasificarlas como lenguas separadas antes que como dialectos de una lengua única.
Desde principios del siglo XVIII y sobre todo a partir del XIX, el idioma comanche se convirtió prácticamente en la lingua franca del sudoeste de las Grandes Llanuras.

## Demografía

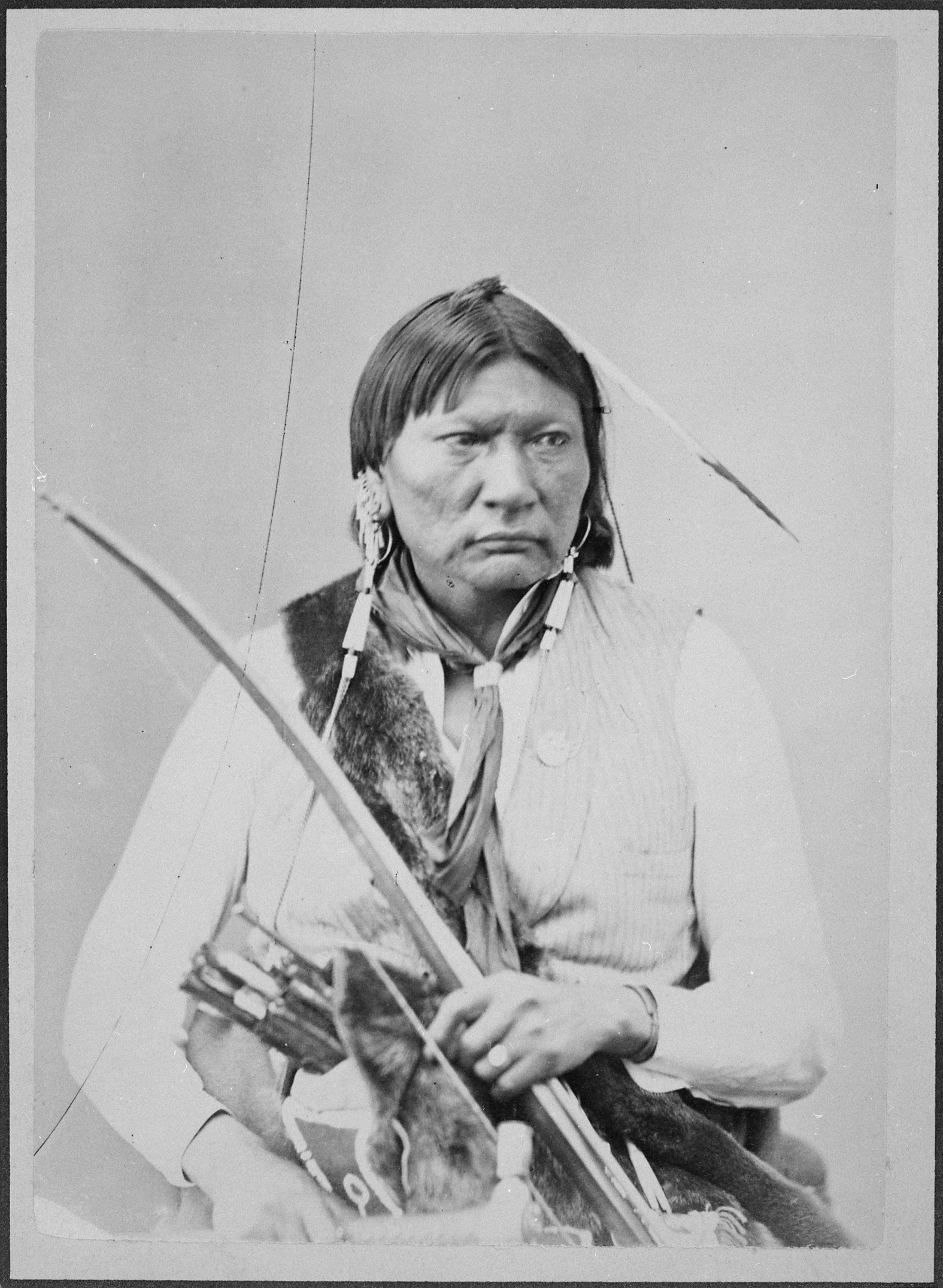
Retrato del jefe comanche penateka Milky Way (Alexander Gardner, Washington D. C., 1872).

Si en 1726 el número de comanches era como mínimo de mil quinientos, a mediados del siglo XVIII se calcula que la población ascendía a unos diez o quince mil individuos, momento en el que empezaron a experimentar un importante crecimiento demográfico que debió alcanzar un máximo alrededor de 1780 cuando, antes de que se extendiera una epidemia de viruela, la población debió alcanzar un total más de cuarenta mil personas, superior a la suma de las colonias españolas de Nuevo México y Texas. Para el periodo 1820-1840, distintas estimaciones coinciden en una población de entre veinte y treinta mil habitantes, mientras otras grandes epidemias de viruela siguieron afectando a la Comanchería además de en 1780-81, en 1799, 1808, 1816, 1839, 1848 y 1851, con un importante brote de cólera en 1849.

## Gobierno
La Nación Comanche tiene su sede en Lawton, Oklahoma. Su ámbito jurisdiccional se encuentra en los condados de Comanche, Caddo, Cotton, Grady, Jefferson, Kiowa, Stephens y Tillman. La pertenencia a la tribu requiere una cantidad de sangre de un octavo. El actual presidente tribal en funciones es Johnny Wauqua, acabado el plazo del anterior presidente Michael Burgess.

## Economía
La tribu opera sus propias autorizaciones de vivienda y asuntos relacionados con las matrículas tribales de los vehículos. Poseen diez estancos tribales y cuatro casinos.

## Instituciones culturales
En 2002, la tribu fundó el Instituto de la Nación Comanche, un colegio tribal de dos años en Lawton. 
En julio, los comanches de todo Estados Unidos se reúnen para celebrar su herencia y cultura en Walters, Oklahoma, en el festival anual de regreso a casa Comanche. La Feria de Nación Comanche se celebra cada mes de septiembre.